# Оока Шохей
Оока Шохей (на японски: 大 岡 昇平 Ōoka Shōhei) е японски литературен критик, преводач на френска литература и писател на произведения в жанра драма, исторически роман, биография и документалистика. Твори в периода „Шова“ и е част от литературната „следвоенна група“ от писатели, чиито преживявания през Тихоокеанската война в страната и в чужбина фигурират системно в техните творби.

## Биография и творчество
Оока Шохей е роден на 6 март 1909 г. в кв. Шинджуку, Токио, Япония, в семейството на борсов брокер и гейша. Запознава се с литературата от ранна детска възраст и учи френски език като ученик в старата гимназия Сейджо. Негов частен учител е и литературния критик Хидео Кобаяши, който го запознава и с други литературни дейци. През 1932 г. завършва литературното училище на Императорския университет в Киото.
След дипломирането си работи в политическия таблоид „Кокумин Шимбун“, но се отказва след една година, за да изучава творчеството на френския писател Стендал.
През 1938 г. е нает като преводач от френско-японската компания „Air Liquide“ в Кобе, а в свободното си време започва да превежда произведенията на Стендал и други френски творци. През 1943 г. напуска и постъпва на същата позиция в компанията „Kawasaki Heavy Industries“.
През 1944 г. е мобилизиран в имперската армия и изпратен на фронтовата линия на остров Миндоро във Филипините. През януари 1945 г. е пленен от американските войски и е изпратен в лагер за военнопленници на остров Лейте. В края на годината е репатриран и се заселва в Акаши.
По препоръка на Хидео Кобаяши публикува разказа „俘虜記 Furyoki“ за преживяванията си като военнопленник. За него получава наградата „Риичи Йокомицу“, което го мотивира да се насочи към писателската си кариера.
Първият му роман „武蔵野夫人Musashino Fujin“ (Съпруга в Мусашино) е издаден през 1950 г. Той е психологически роман повлиян от творбите на Стендал.
Известният му роман „野火 Nobi“ (Пожари на равнината) от 1951 г. се базира на неговите преживявания от войната във Филипините, и изследва смисъла на човешкото съществуване чрез борбата за оцеляване на хората, които са подтикнати от глад към канибализъм. Той печели престижната награда „Йомиури“ и е екранизиран през 1959 и 2014 г. в едноименните филми.
В периода 1953 – 1954 г. е гостуващ професор на програма Фулбрайт в Йейлския университет. Преподава и френска литература в университета Мейджи в Токио.
През 1958 г. е издаден романа му „花影 Kaei“ (Сянката на цветята). Той разглежда темата за застаряването и наивната борба на домакиня в нощен клуб, и окончателната ѝ гибел от разрушителните сили на желанието и богатството през декадентските 50-те години. Книгата печели наградата „Шинчоша“ през 1961 г.
В периода 1967 – 1969 г. разглежда значително количество данни за битката при залива Лейте, които използва за историческия си роман „レイテ戦記 Reite senki“ (Запис от битката при Лейте) от 1971 г. В него разглежда войната критично от гледната точка на човек, който въпреки етичните разбирания е принуден да служи и воюва. За книгата получава литературната награда „Маничи“.
Заедно с художествената литература пише критичните биографии на Томинага Таро и Накахара Чуя, за които печели литературната награда „Нома“ през 1974 г.
През целия си живот публикува разкази и критични есета в почти всяко литературно списание в Япония.
Оока Шохей умира на 25 декември 1988 г. в Токио. Погребан е в гробището Тама в покрайнините на Токио. Посмъртно е удостоен с втора награда „Йомиури“ през 1989 г. за биографията на писателя Нацуме Сосеки.

## Произведения
частична библиография
- 俘虜記 Furyoki (1948) – разказ
- 武蔵野夫人Musashino Fujin (1950)
- 野火 Nobi (1951)
- 花影 Kaei (1958)
- 花影 Hanakage (1961)
- レイテ戦記 Reite senki (1971)
- 事件 Jiken (1977)

### Екранизации
- 1951 Musashino fujin
- 1959 Nobi
- 1961 Kaei
- 1965 Musashino fujin – ТВ сериал
- 1978 Jiken
- 1980 Zoku zoku jiken: Tsuki no keshiki – ТВ сериал, 4 епизода
- 1981 Shin jiken: Waga uta wa hana ichimonme – ТВ сериал, 5 епизода
- 1982 Shin jiken: Doctor stop – ТВ сериал, 5 епизода
- 2007 Ashita e no yuigon
- 2014 Nobi